# Derick Ogbu
Derick "Chuka" Ogbu (19 maart 1990) is een Nigeriaans voetballer die sinds juli 2013 onder contract staat bij het Roemeense CFR Cluj.

## Carrière
Vooraleer Ogbu in Europa voetbalde, was hij aan het werk bij de Qatarese club Umm-Salal SC. Hier werd hij opgemerkt door Henk ten Cate, die er kortstondig trainer was. Op diens aanraden mocht Ogbu in juli 2011 gaan testen bij PSV. Uiteindelijk leidde deze test niet tot een contract bij de Nederlandse topclub. Een maand later werd hij aangetrokken door de Belgische neo-eersteklasser OH Leuven. Op 27 augustus 2011 maakte hij zijn competitiedebuut op het veld van Sporting Lokeren. Hij mocht meteen in de basis starten en bezorgde OHL in de laatste minuut de zege door het enige doelpunt van de wedstrijd te scoren. Sindsdien mag hij regelmatig opdraven in het elftal van trainer Ronny Van Geneugden.

## Statistieken[1]
| seizoen | club                | land      | competitie           | wed | goals |
| ------- | ------------------- | --------- | -------------------- | --- | ----- |
| 2010/11 | Umm-Salal SC        | Qatar     | Qatari League        | 12  | 8     |
| 2011/12 | Oud-Heverlee Leuven | België    | Jupiler Pro League   | 23  | 10    |
| 2012/13 | Oud-Heverlee Leuven | België    | Jupiler Pro League   | 37  | 8     |
| 2013/14 | CFR Cluj            | Roemenië  | Liga 1               | 26  | 6     |
| 2013/14 | Liaoning FC         | China     | Chinese Super League | 15  | 8     |
| 2014/15 | Liaoning FC         | China     | Chinese Super League | 27  | 8     |
| 2015/16 | Ventforet Kofu      | Japan     | J1 League            | 11  | 1     |
| 2016/17 | Debreceni VSC       | Hongarije | Nemzeti Bajnokság    | 5   | 0     |
|         |                     |           | Totaal               | 156 | 49    |